# پروکسی‌مونوسولفوریک اسید
پر اوکسی مونو سولفوریک اسید (به انگلیسی: Peroxymonosulfuric acid) با فرمول شیمیایی H
۲SO
۵ یک ترکیب شیمیایی با شناسه پاب‌کم ۲۷۵۴۵۹۴ است؛ که جرم مولی آن ۱۱۴٫۰۷۸ g/mol می‌باشد. شکل ظاهری این ترکیب، بلورهای سفید است.